# Munții Caucaz

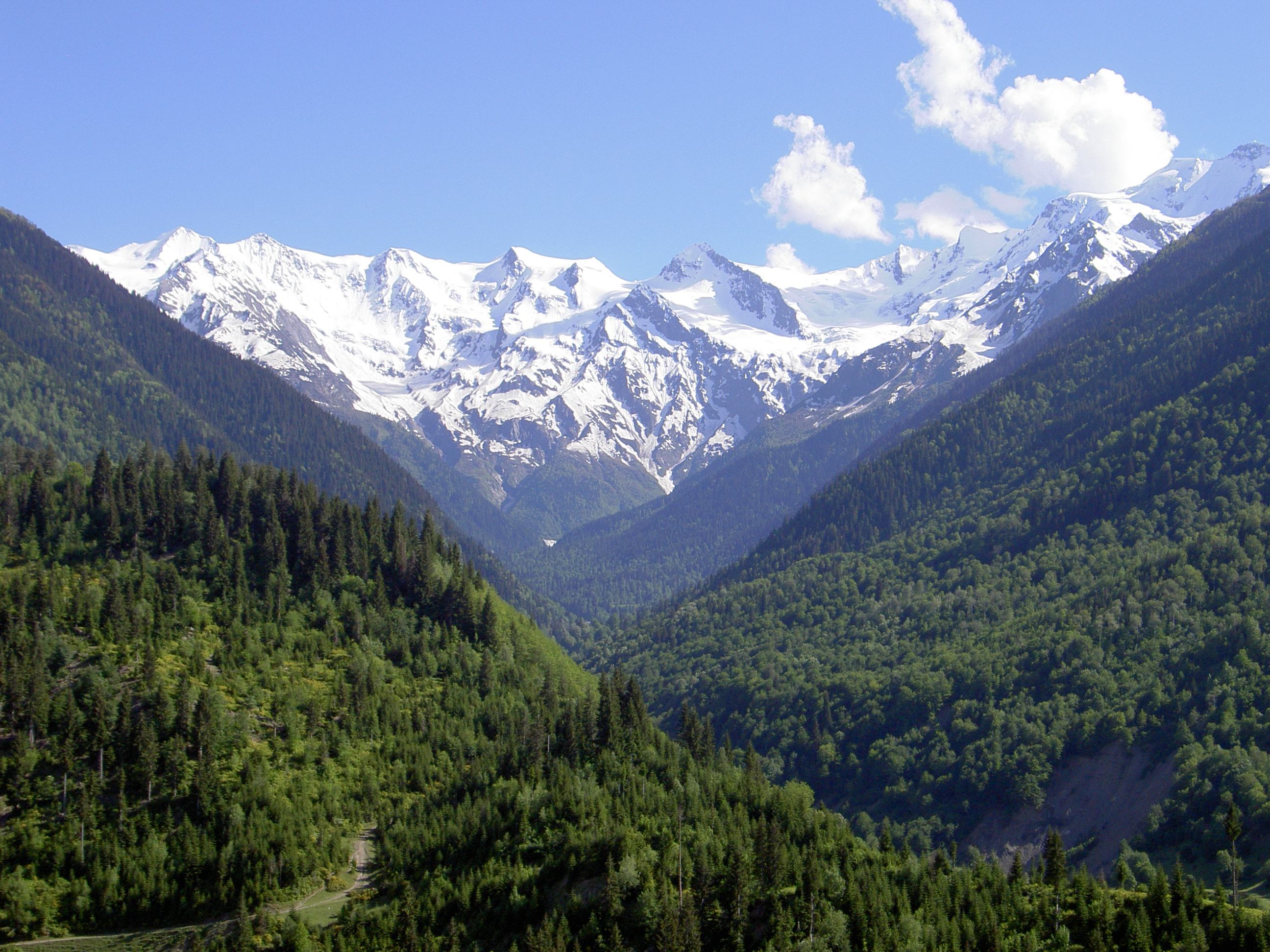

Munții Caucaz reprezintă un lanț muntos situat la granița dintre Europa și Asia. Se întinde între Marea Neagră și Marea Caspică, trecând prin Georgia, Armenia, Azerbaidjan și Rusia, în regiunea Caucaz. Lungimea lanțului este de 1100 km. Cele mai înalte vârfuri sunt Elbrus (5.642 m) și Dykh-Tau (5.204 m).

## Geografie

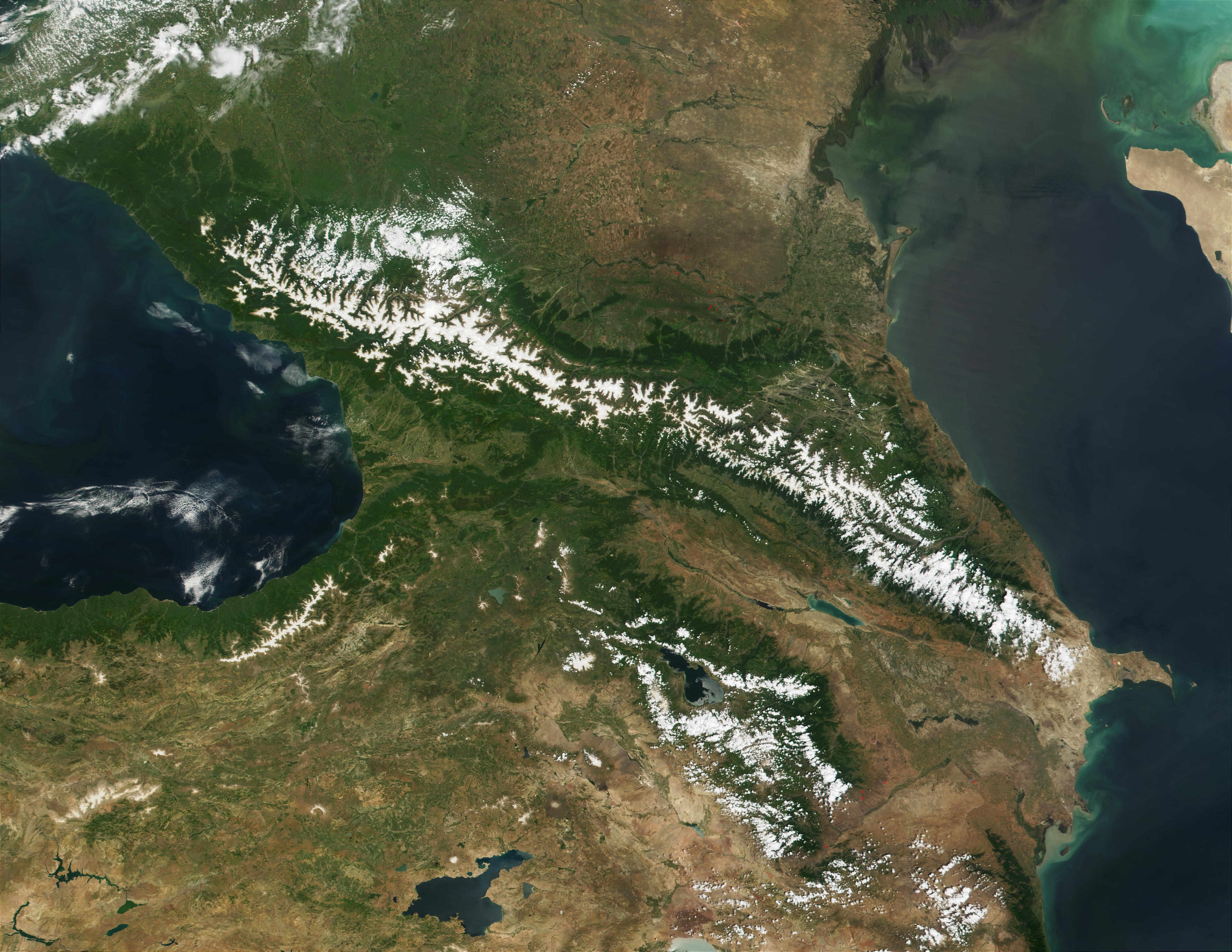
Vedere din satelit a Munților Caucaz

Caucazul face parte din grupa munților înalți. Munții Caucaz se clasifică în: 
- Caucazul Mare
- Caucazul Mic

## Istorie
Munții Caucaz sunt munți tineri, fiind formați în ultima fază geologică (orogeneza alpină). Procesele de orogeneză au avut loc în perioada cretacică, iar faza cea mai accentuată de încrețire, cu ridicarea munților actuali, a avut loc în perioada târzie a miocenului pe o durată cuprinsă între 100 și 150 milioane de ani.
Regiunea Caucaziei este alcătuită dintr-o serie de câmpii joase și netede, din podișuri piemontane și munți cu altitudini ce depășesc constant 4000 m, orientate, în general, pe direcția nord vest-sud est, sub forma unor fâșii paralele. Cea mai impunătoare fâșie montană este cea nordică, cu o lungime de circa 1200 km și cu o lățime de până la 100 km - Caucazul Mare (Bolsoi Kavkaz) - care formează, ca și Munții Pirinei, o importantă barieră orografică transversală, atat în calea maselor de aer, cât și a circulației oamenilor. Regiunea caucaziană este divizată în trei mari areale: Ciscaucazia, Caucazul Mare și Transcaucazia.

## Flora
Regiunea Caucazului conține cele mai diversificate forme de vegetație. În nordul regiunii sunt prezente păduri de foioase (dominate de stejar și mesteacăn) și mixte (în special mesteacăn și pin), precum și stepe. În sud-vestul și vestul Caucazului sunt întâlnite păduri de conifere. Zona de vegetație continuă până la 2000 m altitudine. Există elemente tipice, endemisme și specii relicte, păduri de stejar comestibil, stejar, tisă, fag oriental, stejar caucazian, laur.

## Fauna
Fauna este la fel de variată, precum vegetația. Zona de tundră este populată doar cu câteva rozătoare mici și câteva păsări care trăiesc în tunele făcute în zăpadă și hrănindu-se cu mușchi și licheni - plante specifice tundrei. În taiga, viața animală este cea mai bogată, întâlnindu-se peste 300 de specii de păsări. Sunt prezente mamiferele arboricole, multe cu blana prețioasă. În stepe sunt comune rozătoarele și ierbivorele, diverse specii de antilope, cai sălbatici, etc.
Cele mai frecvente mamifere întâlnite în Caucazul Mare sunt: ursul brun (Ursus arctos), capra neagră (Rupicapra rupicapra), leopardul(Felis pardus), zimbrul (endemic), ș.a.

## Clima
Clima este în general rece, cu relativ puține precipitații, deși pe malul Mării Negre cad mai multe precipitații decât în restul zonelor, în special regiunea de nord-vest, unde pot cădea peste 1000 mm precipitații; iar în depresiunea caspică cad cele mai puține precipitații (sub 200 mm precipitații anuale). 